# 상하이 대극원

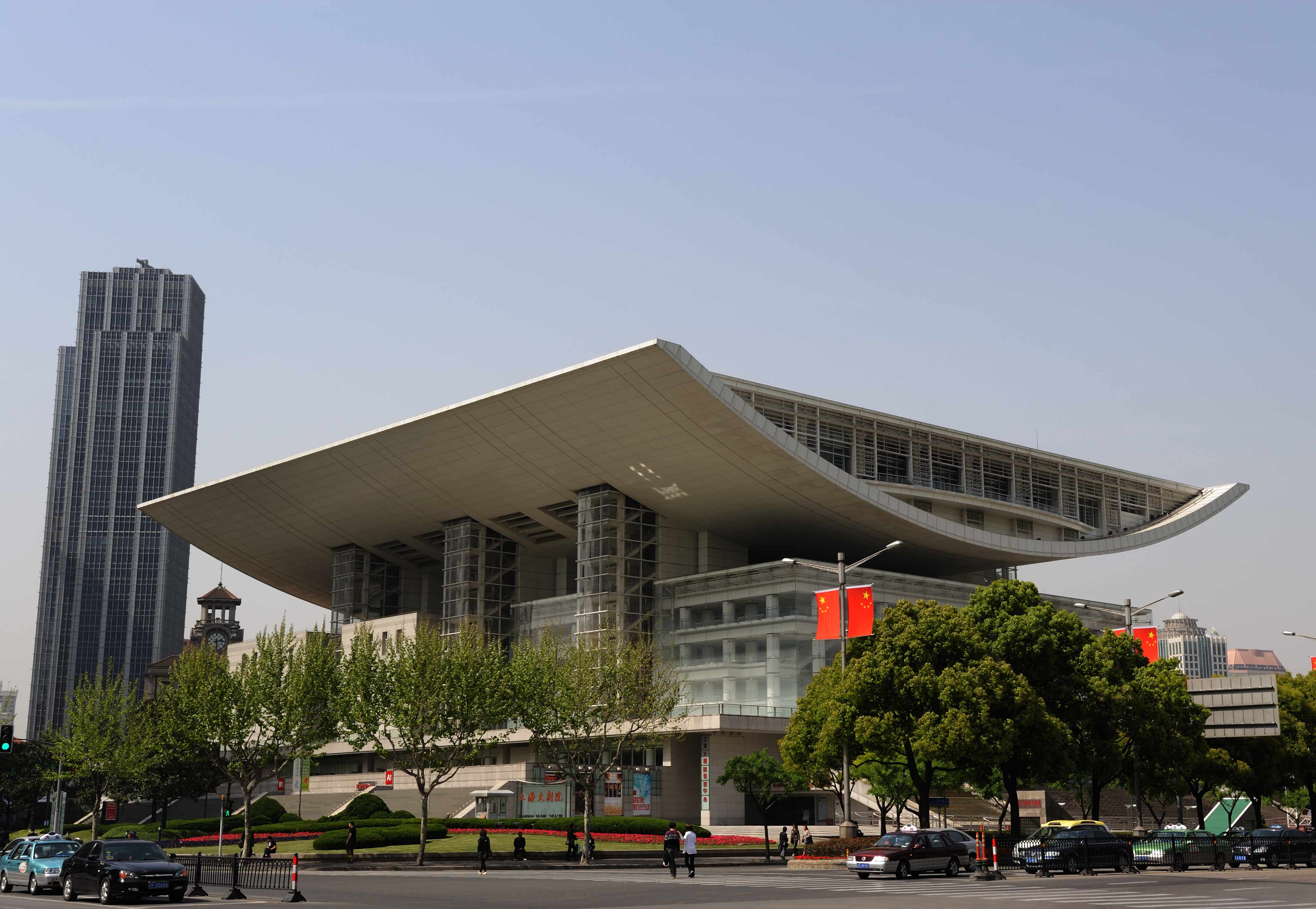
상하이 대극원

상하이대극원(上海大剧院)은 상하이 황푸구 인민광장 북부의 시정부 옆의 큰 길가에 있다. 황피루와 통하는 입구이다.
상하이 대극원은 상하이를 대표하는 독특한 건물 중의 하나이며, 건설하는 데 런민폐 12억 원이 들 정도의 대공사였다. 총면적 7만 평방미터, 높이 40m, 내부에는 대, 중, 소의 세 개의 극장이 있다. 수용 가능한 관중은 1,800석(대), 600석(중)과 300석(소)이며 1,700 평방미터의 무대를 가지고 있다.
상하이 대극원 내부에는 연회장과, 식당, 커피점, 매표소, 매점과 주차장 등이 있다. 2006년에는 중국 최고 극장경영 금상을 수상했다.

## 외관
사각형의 박스 위에 원기둥의 1/4 부분을 잘라서, 평평한 곳을 위로 올린 형상이다. 내부에 열리는 전시도 볼만하지만, 특이한 외관도 볼거리여서, 상하이의 독특한 건축물 중의 하나로 손꼽힌다.

## 교통
위치는 상하이 지하철 인민광장 역에서 내린다. 주변에 난징루, 상하이 박물관, 시정부 청사 등 볼거리가 풍부하다.
- 상하이 지하철 인민광장 역